# Elezioni generali a Taiwan del 2024
Le elezioni generali a Taiwan del 2024 si sono tenute il 13 gennaio per eleggere il Presidente e lo Yuan Legislativo, il parlamento del paese.
Dopo lo spoglio dei voti, esse hanno determinato la vittoria del vicepresidente uscente Lai Ching-te con il 40,35% delle preferenze. Tuttavia, nonostante il successo alle presidenziali, nelle elezioni legislative il suo partito è giunto secondo, vedendosi battuto dal principale avversario, il Kuomintang, che ha ottenuto, con 52 seggi, la maggioranza relativa allo Yuan Legislativo. In aggiunta, in entrambe le elezioni, rilevante è stata la crescita del Partito Popolare di Taiwan che, specialmente allo Yuan Legislativo, è risultato essere l’ago della bilancia tra i due blocchi.
La presidente uscente Tsai Ing-wen, a causa del limite costituzionale di due soli mandati consecutivi, non ha potuto presentarsi per la rielezione.

## Sistema elettorale

### Presidenziali
Per l’elezione della Presidenza, la legge elettorale taiwanese prevede un Sistema maggioritario secco, secondo cui è dichiarato eletto il candidato che ottenga il maggior numero dei voti (Plurality).

### Legislative
Per l’elezione dei membri dello Yuan Legislativo, invece, la legge elettorale taiwanese prevede un sistema elettorale misto. Nello specifico:
- 73 seggi sono determinati tramite un sistema maggioritario secco in altrettanti collegi uninominali;
- 6 seggi sono riservati ai candidati aborigeni e sono determinati con un sistema di voto non trasferibile;
- 34 seggi, infine, sono determinati tramite un sistema proporzionale a lista chiusa di partito.[9]

## Risultati

### Elezioni presidenziali
| Lai Ching-te    | Hsiao Bi-khim   | Partito Progressista Democratico | 5 586 019  | 40,05 |  |  |  |  |
| Ho Yu-ih        | Jaw Shaw-kong   | Kuomintang                       | 4 671 021  | 33,49 |  |  |  |  |
| Ko Wen-je       | Cinzia Wu       | Partito Popolare di Taiwan       | 3 690 466  | 26,46 |  |  |  |  |
| Totale          | Totale          | Totale                           | 13 947 506 | 100   |  |  |  |  |
|                 |                 |                                  |            |       |  |  |  |  |
| Voti non validi | Voti non validi | Voti non validi                  | 100 804    | 0,72  |  |  |  |  |
| Votanti         | Votanti         | Votanti                          | 14 048 310 | 71,86 |  |  |  |  |
| Elettori        | Elettori        | Elettori                         | 19 548 531 |       |  |  |  |  |

| Lai Ching-te |  | 40,05% |
| Ho Yu-ih     |  | 33,49% |
| Ko Wen-je    |  | 26,46% |

### Elezioni legislative
| Liste                                                       | Proporzionale | Proporzionale | Proporzionale | Magg./Aborig. | Magg./Aborig. | Magg./Aborig. | Totale seggi |  |
| Liste                                                       | Voti          | %             | Seggi         | Voti          | %             | Seggi         | Totale seggi |  |
| ----------------------------------------------------------- | ------------- | ------------- | ------------- | ------------- | ------------- | ------------- | ------------ |  |
| Kuomintang (KMT)                                            | 4 764 293     | 34,58         | 13            | 5 401 933     | 39,96         | 39            | 52           |  |
| Partito Progressista Democratico (PPD)                      | 4 981 060     | 36,16         | 13            | 6 095 276     | 45,09         | 38            | 51           |  |
| Partito Popolare di Taiwan (TPP)                            | 3 040 334     | 22,07         | 8             | 403 357       | 2,98          | -             | 8            |  |
| Partito del Nuovo Potere (NPP)                              | 353 670       | 2,57          | -             | 96 589        | 0,71          | -             | -            |  |
| Partito dell'Uguaglianza politica di Taiwan Obasang (TOPEP) | 128 613       | 0,93          | -             | 78 138        | 0,58          | -             | -            |  |
| Partito Verde di Taiwan (GPT)                               | 117 298       | 0,85          | -             | 15 557        | 0,12          | -             | -            |  |
| Partito della Costruzione dello Stato di Taiwan (TSP)       | 95 078        | 0,69          | -             | 32 583        | 0,24          | -             | -            |  |
| Qinmindang (PFP)                                            | 69 817        | 0,51          | -             | 0             | 0,00          | -             | -            |  |
| Partito Milinguall (MP)                                     | 44 852        | 0,33          | -             | 55 937        | 0,41          | -             | -            |  |
| Unione Solidale Taiwanese (TSU)                             | 43 372        | 0,31          | -             | 0             | 0,00          | -             | -            |  |
| Nuovo Partito (NP)                                          | 40 429        | 0,29          | -             | 9 143         | 0,07          | -             | -            |  |
| Indipendenti (IND)                                          | 0             | 0,00          | -             | 1 069 758     | 7,91          | 2             | 2            |  |
| Altri (<0,30% P. - M.)                                      | 97 920        | 0,71          | -             | 259 869       | 1,92          | -             | -            |  |
| Totale                                                      | 13 776 736    | 100           | 34            | 13 518 140    | 100           | 79            | 113          |  |
|                                                             |               |               |               |               |               |               |              |  |
| Schede nulle                                                | 267 306       | 1,90          |               | 359 917       | 2,59          |               |              |  |
| Votanti                                                     | 14 044 042    | 71,78         |               | 13 878 057    | 71,28         |               |              |  |
| Elettori                                                    | 19 566 007    |               |               | 19 468 969    |               |               |              |  |

| Riepilogo dei seggi | Riepilogo dei seggi | Riepilogo dei seggi | Riepilogo dei seggi | Riepilogo dei seggi | Riepilogo dei seggi | Riepilogo dei seggi |
| ------------------- | ------------------- | ------------------- | ------------------- | ------------------- | ------------------- | ------------------- |
|                     |                     |                     |                     |                     |                     |                     |
| DPP                 | 51                  | ▼ 10                |                     | TPP                 | 8                   | ▲ 3                 |
| NPP                 | 0                   | ▼ 3                 |                     | TSP                 | 0                   | ▼ 1                 |
| IND                 | 2                   | ▼ 3                 |                     | KMT                 | 52                  | ▲ 14                |